# Confusion Bay (album)
 For alternative betydninger, se Confusion Bay. (Se også artikler, som begynder med Confusion Bay)
Confusion Bay er det andet album fra det danske metalband Raunchy. Det blev udgivet 9. februar 2004 gennem Nuclear Blast Records. 

## Numre
1. "Join the Scene"
2. "I Get What I See"
3. "Summer of Overload"
4. "Watch Out"
5. "Nine – Five"
6. "Show Me Your Real Darkness"
7. "Confusion Bay"
8. "The Devil"
9. "Insane"
10. "Morning Rise and a Friday Night"
11. "Bleeding Pt. 2"